# Tíades
Las tíades, tías o tuyas (en griego antiguo: θυιάς, thyiás, esto es, «del tíaso») eran, en la religión griega antigua, las mujeres que celebraban ritos de culto a Dioniso. Se suele asignar principalmente la denominación de tíades a las que procedían de Delfos pero a veces se aplicaba también ese nombre a mujeres atenienses que acompañaban a las de Delfos en la festividad de la Oribasia e incluso en ocasiones se utilizaba como sinónimo de «bacantes» y se las ligaba al tíaso de Dioniso. Las prácticas de las tíades están atestiguadas al menos desde el siglo V a. C., aunque se estima que pueden ser más antiguas.
Varios textos se refieren a las tíades en calidad de ninfas. Alcmán, por ejemplo, se refiere a las náyades, las tíades y las lámpades para designar a las ninfas. Estrabón recuenta a las ninfas de la comitiva de Dioniso: «las lenas, las tías, las mimalones, las náyades y las que en conjunto reciben el nombre de ninfas».
La etimología del nombre solía relacionarse, ya desde la Antigüedad, con el verbo θύω (thýō), cuyo significado es 'agitarse', 'saltar' o 'moverse impetuosamente', que suele aplicarse en las prácticas rituales dionisíacas. Las tíades, en danzas nocturnas, invocaban a Dioniso con el nombre de Yaco en el monte Parnaso. Según la mitología griega, el origen del nombre es por Tía o Tuya, una hija de Castalio, que fue la primera sacerdotisa de Dioniso.